# Guerre civile colombienne (1851)
Pour les articles homonymes, voir Guerre civile colombienne.
La guerre civile colombienne de 1851 est une guerre civile qui s'est déroulé en République de Nouvelle-Grenade (ancien État d'Amérique du Sud correspondant aux actuels pays de Colombie et du Panama) en 1851. Elle voit s'affronter les conservateurs et les libéraux.

## Contexte
En 1851, les libéraux sont au pouvoir en la personne du président José Hilario López, qui a succédé au général Tomás Cipriano de Mosquera (conservateur) en avril 1849. Les libéraux, après leur défaite durant la guerre des Suprêmes, ont été amnistiés par Mosquera et ont retrouvé leurs forces, poussés par les révolutions de 1848 en Europe qui reprennent leurs idées et leur donnent l'ascendant sur l'opposition conservatrice.
De vastes réformes sont engagées, notamment contre la prédominance de l'Église. Les Jésuites, revenus en 1843, sont expulsés de nouveau par le décret du 18 mai 1850. La constitution est amendée en 1851 et la plupart des réformes réclamées par l'opinion publique sont effectuées : abolition de la peine de mort pour les délits politiques, institution du jury, liberté de la presse, liberté de la navigation des fleuves de l'intérieur et des frontières, abolition de certains impôts (notamment la dîme). Cela ne va pas sans susciter de nombreuses réactions des milieux conservateurs.
Le 21 mai 1851, le gouvernement décide de l'abolition de l'esclavage. Les grands propriétaires terriens et les esclavagistes se révoltent alors, soutenu par les conservateurs.

## Déroulement
Les révoltes conservatrices se concentrent dans le sud et l'ouest du pays. Les forces de Pasto, Popayán, Tuquerres et Antioquia sont attaquées par les généraux José María Obando et Tomás de Herrera.!
Dans le sud du pays, le conservateur Julio Arboleda est mis en déroute à Buesaco par le général Manuel María Franco et doit s'enfuir en Équateur puis au Pérou après la prise pouvoir des libéraux à Quito.
Dans l'ouest, la province d'Antioquia se proclame indépendant du gouvernement central et décrète le fédéralisme. Le sénateur et général Eusebio Borrero lève une armée de huit cents hommes et occupe Medellín. Le général Tomás de Herrera marche sur Salamina et force le général Braulio Henao à se rendre. Borrero quant à lui affronte Herrera aux alentours d'Abejorral. Herrera se replie vers Rionegro où il finit par mettre en déroute Borrero dans le cimetière de la ville le 10 septembre 1851. Borrero est exilé en Jamaïque.

## Conséquences
Les libéraux au pouvoir sortent renforcés politiquement de ces affrontements. Le train de réformes engagé peut donc continuer, notamment par l'adoption d'une nouvelle constitution en 1853.
Militairement vaincus, les conservateurs sont contraints de subir les réformes libérales.